# Irena Pantelic
Irena Pantelic (Rotterdam, 1981) is een Nederlands model. Ze was Miss Nederland in 2001. 
Pantelic is geboren in Rotterdam, haar ouders zijn afkomstig uit het voormalige Joegoslavië. Irena groeide op in Capelle aan den IJssel. Ze studeerde aan de Nationale Hogeschool voor Toerisme en Verkeer in Breda.
In 2001 werd ze eerst Miss Zuid-Holland en later Miss Nederland. In hetzelfde jaar ging ze naar de Miss World in Sun City Zuid-Afrika waar ze in de top 20 eindigde.
In 2002 stond ze op de kandidatenlijst voor de Tweede Kamerverkiezingen namens de Lijst Pim Fortuyn. Pantelic werd niet verkozen. In Het jaar van Fortuyn wordt ze gespeeld door Simone Giel.
Pantelic beschuldigde, samen met medekandidaat Antonia Viljac, de LPF'ers Peter Langendam en Hans Smolders van seksuele intimidatie. Viljac zou hierna van de lijst afgehaald zijn en Pantelic lager geplaatst. Cor Eberhard nam het in deze kwestie voor beiden op. Ook beweerde Pantelic dat de verkiezing voor Miss Zuid-Holland doorgestoken kaart was. In de tussentijd liep Pantelic stage in het buitenland voor haar studie en werkte ze als model in voornamelijk Libanon en Zuid-Afrika. Ze trouwde in 2007 en heeft drie kinderen.
In 2009 begon ze weer als fotomodel. In 2012 was Pantelic ook de licentiehouder van Miss Nederland voor de provincie Zuid-Holland. In 2013 viel ze in de prijzen bij de Dutch Model Awards, waar ze de Campaign Award kreeg.